# عصر طلایی گرجستان
عصر طلایی گرجستان (گرجی: საქართველოს ოქროს ხანა)، به دورانی از تاریخ گرجستان اطلاق می‌شود که در طی قرون وسطی میانه از قرن ۱۱ تا ۱۳ میلادی رخ داده‌است. طی این دوران، پادشاهی متحد گرجستان توانست خود را از قید و بند سلاجقه ترک برهاند و گرجستان را به اوج قدرت خود برساند.

## عصر طلایی

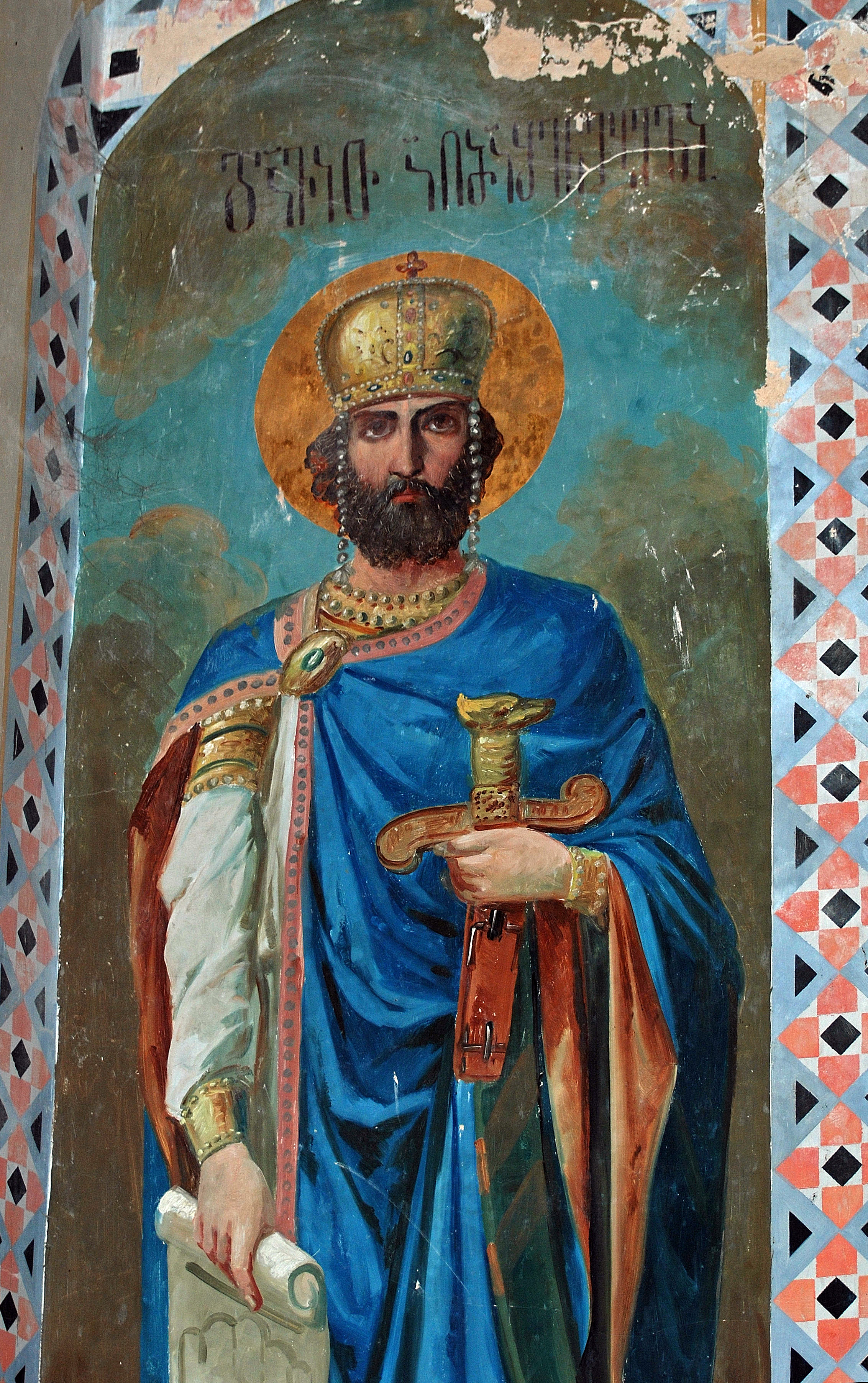
شاه دیوید ششم

در قرن ۱۱ میلادی وابستگی پادشاهی متحد گرجستان به امپراتوری سلجوقی کاملاً قطع شد. با به سلطنت رسیدن داویت چهارم در سال ۱h۰۸۹ میلادی عصر طلایی گرجستان آغاز شد. داویت چهارم در طول حکومت خود به حضور بیست سالهٔ سلجوقیان در گرجستان پایان داد و پس از اخراج سلجوقیان از گرجستان، اقداماتی انجام داد که به لقب سازنده دست یافت. در سال ۱۱۲۵ میلادی، داویت چهارم در گذشت. پس از درگذشت داویت چهارم، دمتری یکم به قدرت دست یافت. در طول حکومت‌های دمتری یکم (۱۱۲۵ تا ۱۱۵۶)، گیورگی سوم (۱۱۵۶ تا ۱۱۸۴) و ملکه تامار (۱۱۸۴ تا ۱۲۱۳) پادشاهی متحد گرجستان در مسیر پیشرفت قرار داشت.
پادشاهی متحد گرجستان، در عصر طلایی خود تبدیل به یکی از برجسته‌ترین کشورهای مسیحی شد و گسترهٔ قلمرو آن به بیشترین اندازهٔ خود رسید که از قفقاز شمالی تا ایران شمالی، و از دریای سیاه تا دریای خزر امتداد داشت. از مهم‌ترین رویدادهای علمی، فرهنگی و مذهبی آن دوران می‌توان به تأسیس و فعالیت مراکز علمی و فرهنگستان‌های گلاتی، ایقالتو و گرمی در داخل خاک گرجستان، صومعه ایویرون در کوه آتوس و صومعه صلیب در فلسطین اشاره کرد. منظومهٔ پلنگینه پوش اثر شوتا روستاولی را نیز می‌توان مهم‌ترین رویداد ادبی آن دوران دانست.
خوارزمشاهیان در سال ۱۲۲۵ میلادی و مغول‌ها در ۱۲۳۶ میلادی با حمله به گرجستان به عصر طلایی آن پایان دادند و مغول‌ها در گرجستان سلطه یافتند، در پی آن، گرجی‌ها مبارزاتی علیه سلطهٔ مغول در گرجستان آغاز نمودند که کمتر از یک قرن طول کشید و با شدت و ضعف‌هایی نیز همراه بود. اگر چه این مبارزات در بلند مدت به پیروزی رسید اما در کوتاه مدت باعث تجزیهٔ موقت پادشاهی متحده به دو پادشاهی شد به‌طوری‌که گروهی جاه طلب از شاخه‌ای فرعی از سلسلهٔ باگراتیونی‌ها پادشاهی ایمرتی را تشکیل داده و بر آن حکومت کردند (گرچه در برهه‌هایی نیز قلمرو پادشاهی ایمرتی به عنوان بخشی از پادشاهی متحد گرجستان تحت حکومت دولت مرکزی قرار می‌گرفت).